# Casto (gladiador)
Casto  (m. Lucania, 71 a. C.) fue un gladiador, tal vez de origen romano o celta, que se escapó de la escuela de gladiadores de Léntulo Batiato en Capua. Junto con el tracio Espartaco, los galos Crixo, Enomao y el celta Cánico. Se convirtió en uno de los líderes de los esclavos rebeldes durante la tercera guerra servil (73-71 a. C.). Fue muerto junto con su co-comandante Gánico y sus seguidores galos y germanos por las fuerzas romanas lideradas por Marco Licinio Craso en la batalla de Cantenna en Lucania en el año 71 a. C.